# Plaza del bazar
La plaza del bazar (en azerí: Bazar meydanı) o complejo Khanqah (en azerí: Xanəgah kompleksi) es un conjunto histórico religioso-arquitectónico con arcada de los siglos XII-XIII. Es parte de la Ciudad Vieja y se encuentra en la calle Kichik Gala, en la ciudad de Bakú, en Azerbaiyán. También fue registrado como monumento arquitectónico nacional por decisión del Gabinete de Ministros de la República de Azerbaiyán de 2 de agosto de 2001, No. 132.
El complejo fue descubierto durante las excavaciones arqueológicas realizadas en 1964 en el lado norte de la Torre de la Doncella.

## Estructura
Su estructura es similar a Másyid al-Haram por su cobertura con pavimento y arcadas. Se descubrieron 52 tumbas en la zona como resultado de las excavaciones arqueológicas. Los monumentos culturales y tumbas encontrados reflejan que fue un lugar de peregrinaje.
En medio del patio, cerca de las tumbas, un pozo cilíndrico y a cierta distancia, en el lado sureste, se descubrió una gran columna de ocho puntas. La columna se encuentra sobre un pavimento de tres niveles, construido con piedra. Su altura es de 1,31 metros y su grosor es de 48 cm.

## Galería

Diferentes vistas del complejo
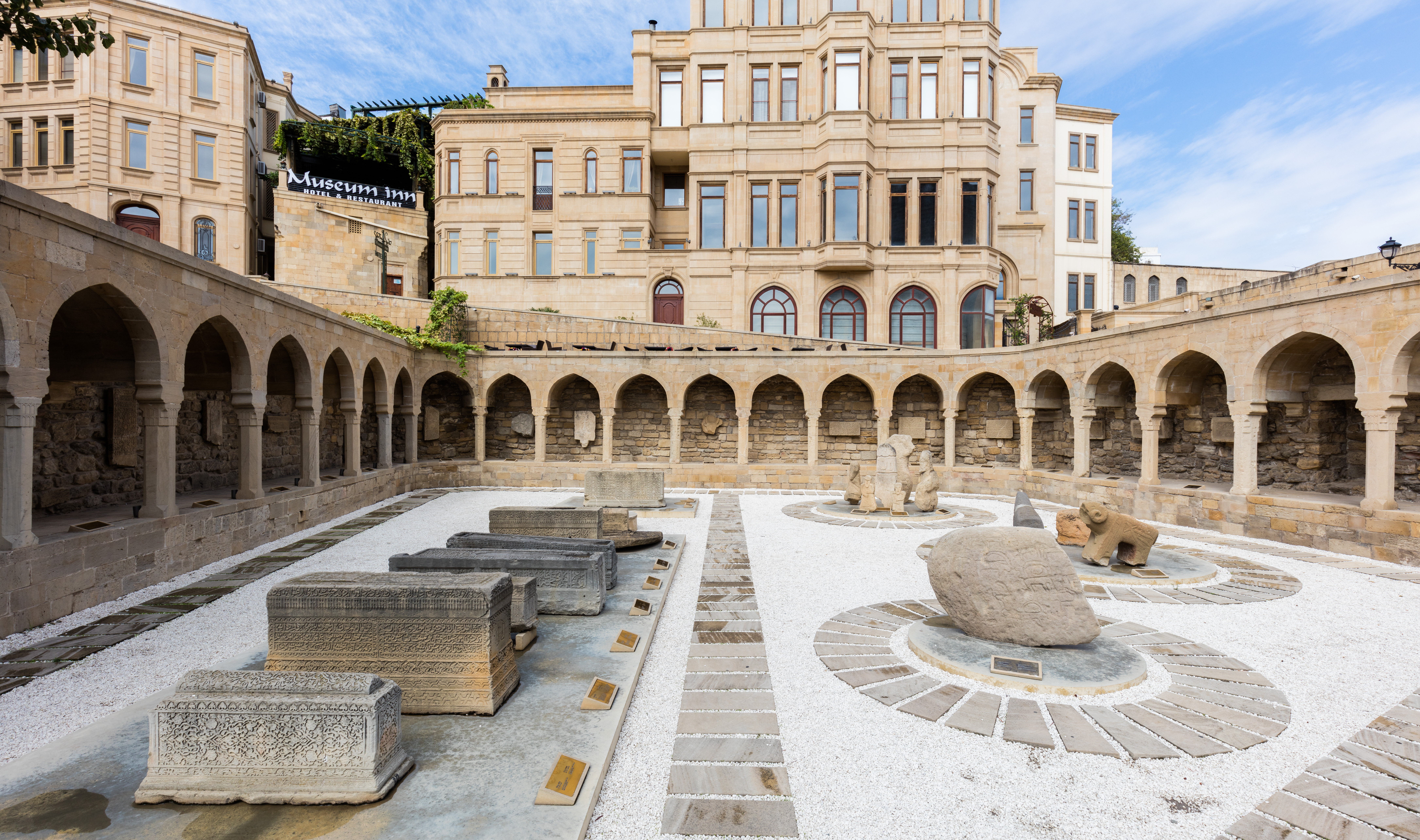
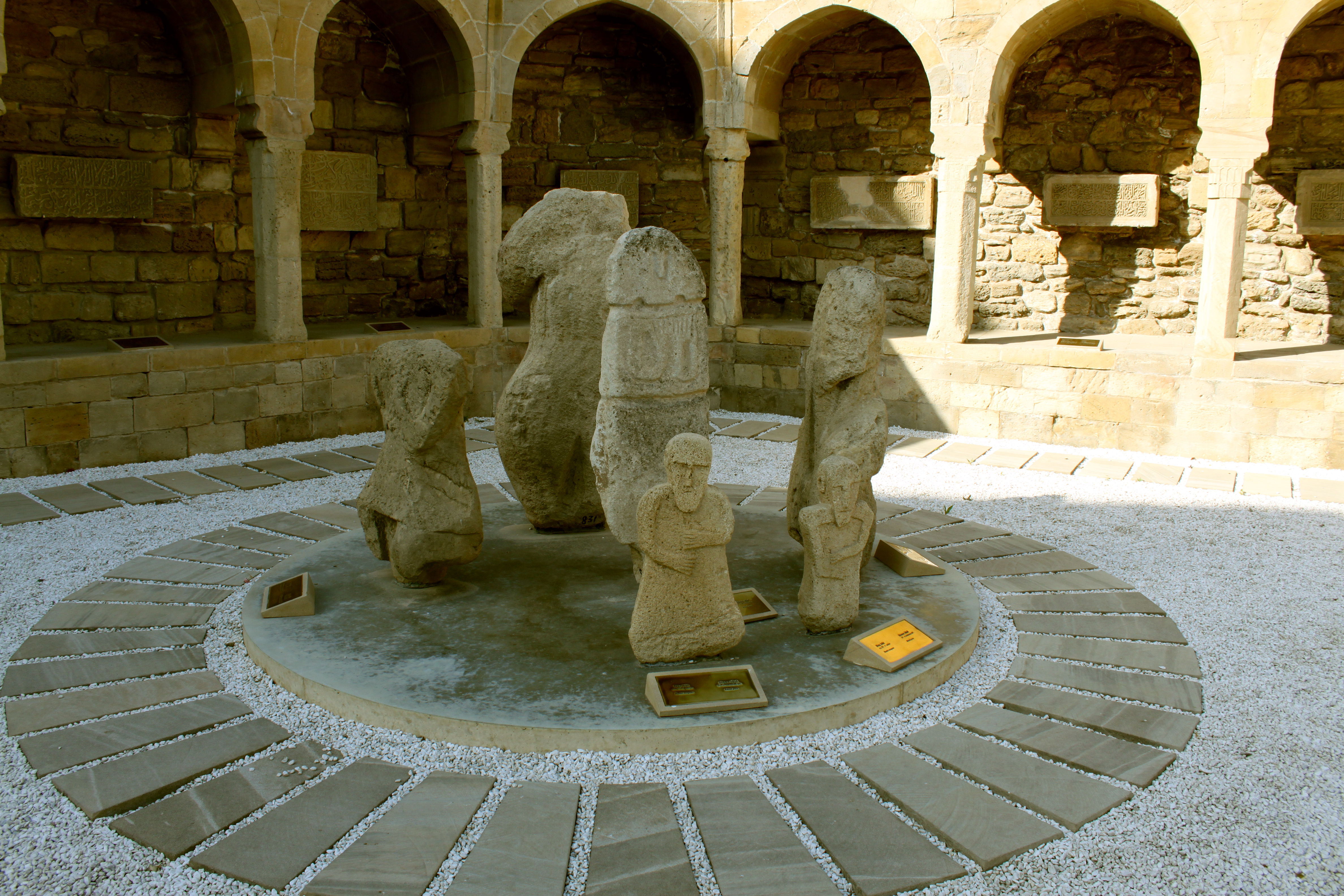
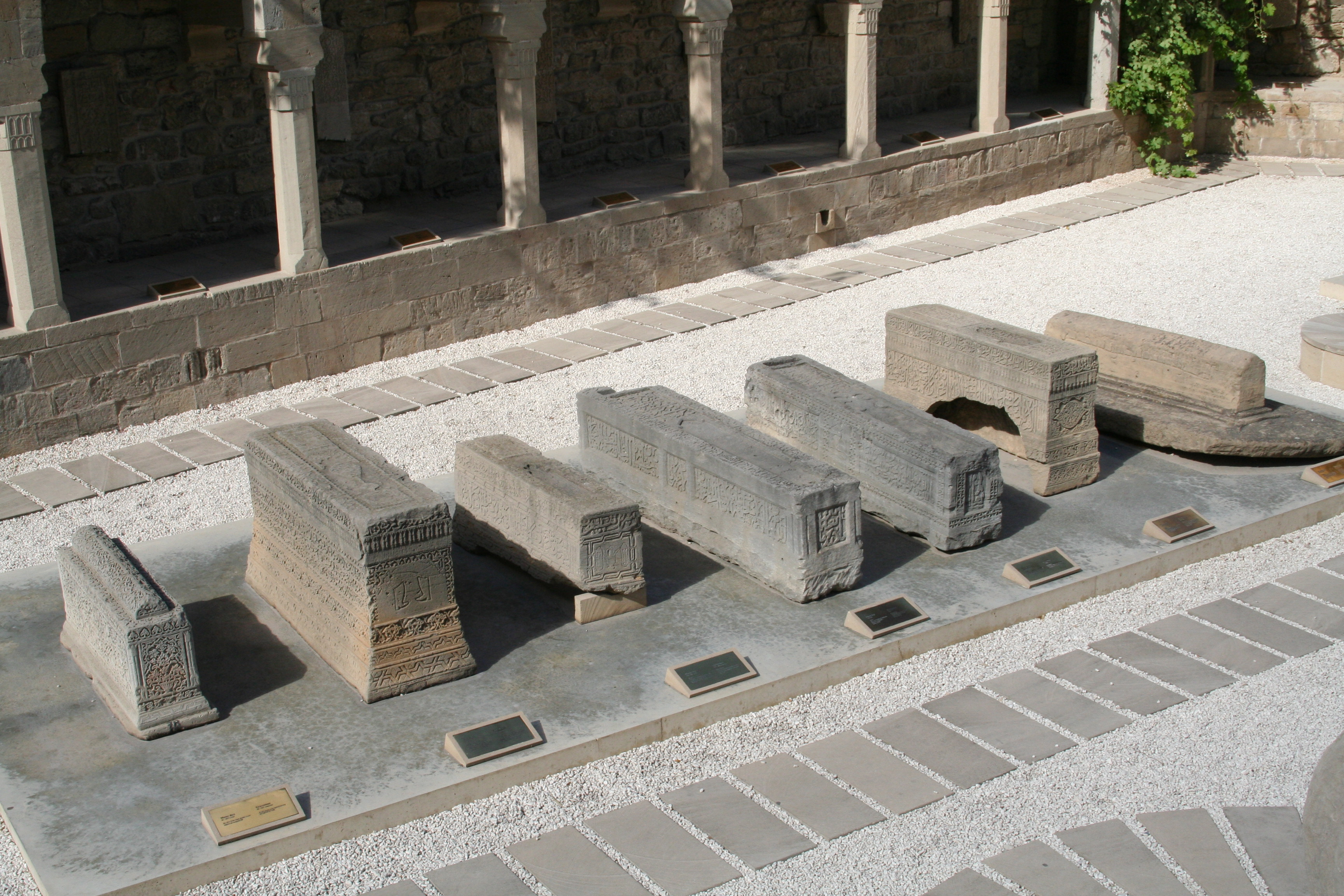